# Гробельный, Рышард
Рышард Гробельный (пол. Ryszard Grobelny; род. 17 апреля 1963 года, Познань, Польская Народная Республика) — польский экономист и общественный деятель. В 1998—2014 годах президент Познани.

## Биография
Закончил VIII общеобразовательный лицей имени Адама Мицкевича в Познани. Его родители были техниками и хорошо разбирались в точных науках (статистика, финансирование). В 1987 году окончил факультет планирования и финансов народного хозяйства в Познанской экономической академии. Защитил с отличием магистерскую диссертацию на тему «Самостоятельность народных советов низшего уровня в территориальном планировании. Анализ законодательства и практической деятельности некоторых городов и гмин познанского воеводства». Занимался научной деятельностью в Университете Адама Мицкевича.
В 1990 году стал членом познанского городского совета. В 1991 году вступил в Либерально-демократический конгресс, а затем в Унию Свободы. В 1992 году стал членом президиума города. 14 декабря 1998 года совет избрал его президентом Познани.
В 2002 году, когда впервые проводились прямые выборы на пост президента города, участвовал в них как независимый кандидат, поддержанный Гражданской платформой. Выиграл во II туре, обойдя бывшего президента Познани Войцеха Щесны Качмарека и набрав 65,81 % голосов. В 2003 году стал председателем Союза польских городов, сменив на этой должности президента Катовиц Петра Ушока.
В 2005 году Гробельный запретил проведение в Познани традиционного «Марша равенства». Великопольский воевода Анджей Новаковский поддержал это решение. Решение было отменено Административным воеводским судом, как идущее вразрез с положениями польского и международного права.
На выборах 2006 года Гробельный опять выступил как независимый кандидат. Во втором туре выборов он набрал 58,83 % голосов и обошёл кандидатку Гражданской платформы Марию Пасло-Висневскую.
В 2010 году Гробельный вступил в Гражданскую платформу, но в сентябре того же года вышел из партии, после того как она отказалась поддержать его на очередных выигранных им 5 декабря выборах президента Познани.
В 2014 году организовал общественное движение «Теперь Великопольша», которое получило 2 мандата в воеводском сеймике. Стал кандидатом этого движения на выборах президента Познани 2014 года. 30 ноября 2014 года проиграл во II туре выборов кандидату Гражданской платформы Яцеку Яськовяку, набрав 40,9 % голосов.

## Процесс Старой пивоварни
На процессе, который начался в ноябре 2006 года, прокурор Окружного суда в Познани, обвинил Гробельного в причинении городскому бюджету ущерба в размере 7 миллионов злотых при продаже Старой пивоварни. 5 марта 2008 года президент Познани был признан виновным и приговорён к заключению на срок 1 год и 4 месяца с отсрочкой отбытия наказания на 3 года. 27 ноября 2008 года Апелляционный суд в Познани поддержал апелляцию осужденного, отменил приговор и отправил дело для нового расследования в суд первой инстанции. В новом процессе Окружной суд в Познани признал Рышарда Гробельного невиновным.

## Личная жизнь
Женат. Жена — журналистка познанского телевидения Ева Сивицкая. Двое детей — дочь Каролина и сын Павел.
В апреле 2013 года Гробельный пробежал полу-марафон с результатом 1:57:50.

## Награды и премии
- Кавалерский крест ордена Polonia Restituta (2010)[13]
- Золотой крест Заслуг (2005)[14]
- Золотой знак «За заслуги для противопожарной службы» (2010)[15]
- Знак «За заслуги для Великопольши» (2009)[16]
- Роза Францишки Цегельской за заслуги в строительстве территориального самоуправления (2010)[17]
- Титул «Лучший президент города» 2013 года[18]

- Офицерский крест ордена Заслуг Венгерской Республики (2012)[11]
- Рыцарь ордена Оранских-Нассау (Нидерланды, 2014)[19]